# ليه دي
ليه دي (بالإنجليزية: Les Dye)‏ هو لاعب كرة قدم أمريكية أمريكي، ولد في 15 يوليو 1916 في فورستفيل في الولايات المتحدة، وتوفي في 11 أغسطس 2000.